# 葆平
葆平 (1854年—?)，字子均，号鏡湖，赫舍里氏，西安驻防滿洲正藍旗人，清朝政治人物、進士出身。
光緒元年乙亥科，陕西乡试中举，十六年（1890年），参加光緒庚寅科殿試，登進士二甲90名。同年五月，著主事，分部学习。